# Damas do Prazer
Damas do Prazer é um filme brasileiro de 1978, com direção de Antônio Meliande.

## Sinopse
É o drama de um grupo de prostitutas faz de um beco o ponto de encontro e aliciamento de fregueses, na região conhecida como Boca do lixo, em São Paulo. São mulheres que se vendem a homens de todas as classes, cercadas de bêbados, viciados, bandidos e traficantes. Entre as que se destacam, estão: Cora, mulher idosa que trabalha para sustentar um filho paralítico; Beth, espécie de líder, que se prostituiu ainda cedo, após fugir de sua pequena cidade no interior; Sônia, a mais inteligente do grupo, que se deixa explorar por um rufião; Brigite, filha de operários; e Vera, uma novata que se inicia na profissão. .

## Elenco[2]
- Irene Stefânia
- Bárbara Fazio
- Sueli Aoki
- Nicole Puzzi
- Paulo Hesse
- Nadia Destro
- Francisco Curcio
- Adriana Tasca
- Genésio de Carvalho
- Áurea Campos
- Cavagnole Neto
- Fátima Porto
- Miriam Rodrigues
- Olindo Dias
- Tim Carlos
- Luis Mewes